# Ľubotín
Ľubotín (bis 1927 slowakisch „Lubotiňa“ oder „Lubotýn“; ungarisch Lubotény – bis 1907 Lubotin) ist eine Gemeinde im Nordosten der Slowakei mit 1308 Einwohnern (Stand 31. Dezember 2024), die zum Okres Stará Ľubovňa, einem Teil des Prešovský kraj gehört und zur traditionellen Landschaft Šariš gezählt wird.

## Geographie

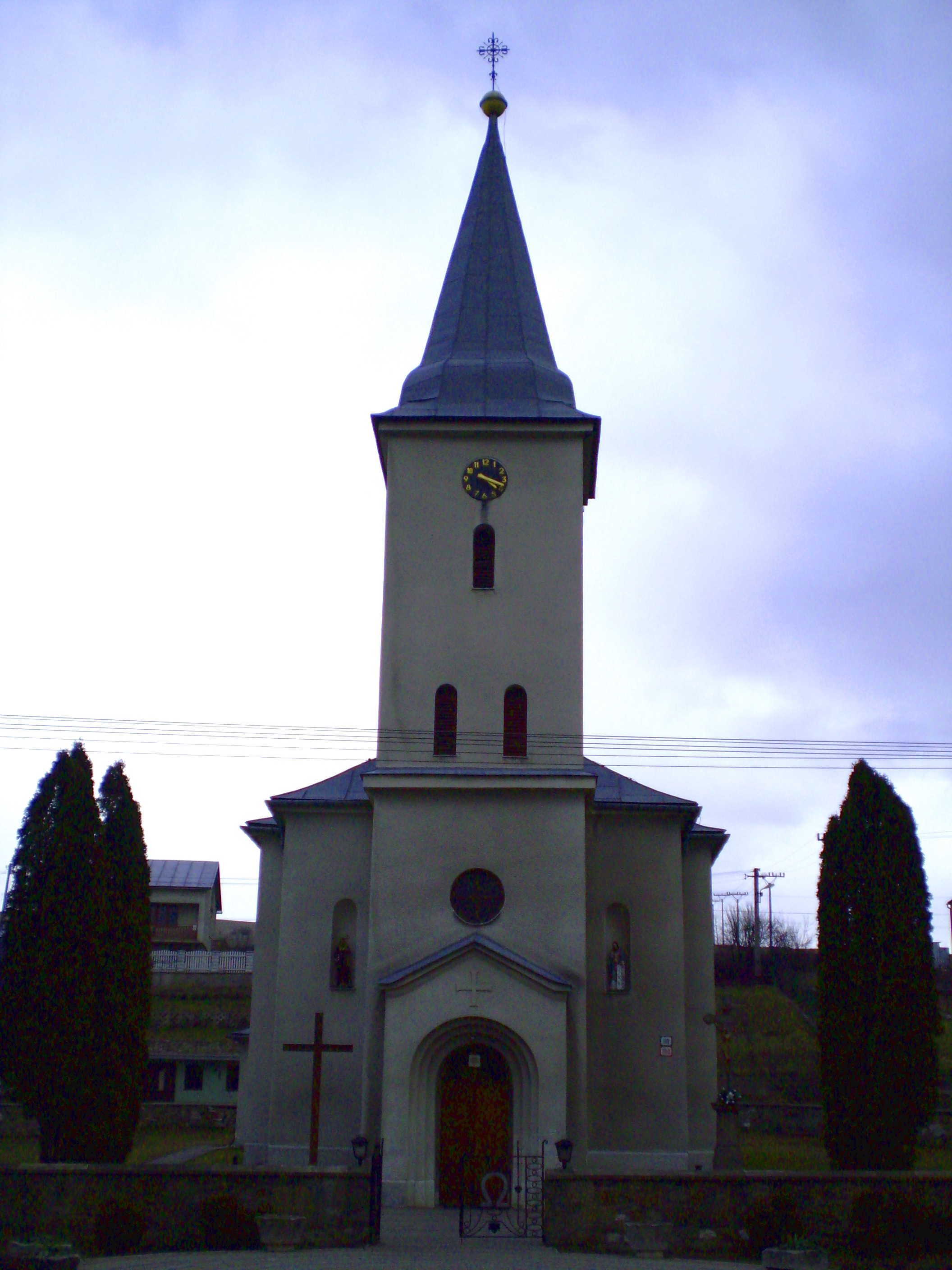
Kirche in Ľubotín

Die Gemeinde befindet sich am Übergang vom westlich gelegenen Bergland Ľubovnianska vrchovina in die südlich gelegenen Leutschauer Berge und den östlich gelegenen Čergov. Der Ort selbst erstreckt sich im Tal des Baches Ľubotínka, der hinter dem Dorf in den Poprad mündet. Das Ortszentrum liegt auf einer Höhe von 492 m n.m. und ist 20 Kilometer von Stará Ľubovňa, 37 Kilometer von Bardejov sowie 44 Kilometer von Prešov entfernt.
Verwaltungstechnisch gliedert sich die Gemeinde in die Gemeindeteile Ľubotín und Podpílie (1969 eingemeindet, von der Gemeinde Plaveč ausgegliedert).

## Geschichte
Der Ort wurde zum ersten Mal 1330 als Lubotin schriftlich erwähnt, der Bach war zu dieser Zeit schriftlich bekannt (z. B. 1287 Lubicyn). Das Dorf entwickelte sich auf der Stelle einer älteren Siedlung und gehörte zum Herrschaftsgebiet der Burg Kamenica. In einem Steuerverzeichnis von 1427 ist eine Steuer von 17 Porta fällig. 1600 hatte das Dorf 12 bewohnte Häuser, eine Mühle, eine Schule, eine Kirche sowie eine Pfarrei.
1828 sind 75 Häuser und 565 Einwohner verzeichnet. Neben Landwirtschaft und Viehzucht gab es im 19. Jahrhundert ein Salzlager sowie eine Anlegestelle für Flöße, nach 1918 gab es Sägen und Schmieden.

## Bevölkerung
| Jahr                | 1994 | 2004    | 2014    | 2024    |
| ------------------- | ---- | ------- | ------- | ------- |
| Anzahl der Personen | 1286 | 1338    | 1362    | 1308    |
| Unterschied         |      | +4,04 % | +1,79 % | −3,96 % |

| Jahr                | 2023 | 2024    |
| ------------------- | ---- | ------- |
| Anzahl der Personen | 1315 | 1308    |
| Unterschied         |      | −0,53 % |

Ergebnisse nach der Volkszählung 2001 (1319 Einwohner):
| Nach Ethnie: - 92,87 % Slowaken - 5,91 % Roma - 0,91 % Russinen - 0,15 % Ukrainer - 0,15 % Tschechen | Nach Konfession: - 85,82 % römisch-katholisch - 11,60 % griechisch-katholisch - 0,76 % konfessionslos - 0,68 % orthodox - 0,45 % evangelisch - 0,45 % keine Angabe |

## Bauwerke
- römisch-katholische Mariä-Namen-Kirche aus dem Jahr 1905